# NGC 980
NGC 980 ist eine leuchtschwache Linsenförmige Galaxie vom Hubble-Typ S0 im Sternbild Andromeda am Nordsternhimmel. Sie ist schätzungsweise 262 Millionen Lichtjahre von der Milchstraße entfernt und hat einen Durchmesser von etwa 130.000 Lichtjahren. Vom Sonnensystem aus entfernt sich die Galaxie mit einer errechneten Radialgeschwindigkeit von näherungsweise 5.700 Kilometern pro Sekunde. Wahrscheinlich bildet sie gemeinsam mit NGC 982 ein gebundenes Galaxienpaar.
Die Typ-Ia-Supernova iPTF 13ebh wurde hier beobachtet.
Das Objekt wurde am 17. Oktober 1786 von Wilhelm Herschel entdeckt.

## Galaktisches Umfeld
| Nr. | Galaxie          | Alternativname            | Rek           | Dek           | Distanz/asec |
| --- | ---------------- | ------------------------- | ------------- | ------------- | ------------ |
| →   | NGC 980          | LEDA/PGC 9831             | 02h35m18.56s  | +40d55m35.4s  | 0            |
| 1   | LEDA/PGC 2173014 | WISEA J023526.11+405532.2 | 02h35m26.10s  | +40d55m32.1s  | 85.46        |
| 2   | LEDA/PGC 9849    | UGC 2068                  | 02h35m26.63s  | +40d53m39.9s  | 147.34       |
| 3   | NGC 982          | LEDA/PGC 9838             | 02h35m24.87s  | +40d52m11.0s  | 216.53       |
| 4   | LEDA/PGC 9848    | WISEA J023536.09+405229.3 | 02h35m36.11s  | +40d52m26.1s  | 275.24       |
| 5   | LEDA/PGC 2172817 | 2MASX J02361571+4054436   | 02h36m15.71s  | +40d54m43.7s  | 649.70       |
| 6   | LEDA/PGC 9825    | UGC 2058                  | 02h34m53.37s  | +41d07m06.9s  | 748.24       |
| 7   | LEDA/PGC 2175496 | 2MASX J02361607+4105116   | 02h36m16.06s  | +41d05m11.4s  | 869.20       |
| 8   | LEDA/PGC 9804    | CGCG 539-050              | 02h34m25.837s | +41d08m53.11s | 995.90       |